# Plaza de San Cristóbal (San Cristóbal de La Laguna)
La plaza de San Cristóbal es una plaza que se encuentra en la ciudad de San Cristóbal de La Laguna, isla de Tenerife (Islas Canarias, España). 

## Características
La plaza destaca por su trazado, la cual es rectancularmente muy alargada. Junto a ella se encuentra la ermita de San Cristóbal, la cual está consagrada al Santo Patrono de la ciudad. 
Antiguamente esta plaza era denominada "Tanque Abajo", sin embargo en la actualidad es más conocida como Plaza de La Milagrosa o simplemente como La Milagrosa. Esto se debe al hecho de que en el centro de la plaza se alza la escultura realizada en mármol genovés y traída desde la península de la Virgen de la Milagrosa, traída a la ciudad en 1927. A pesar de esto, hasta mayo de 1960 la escultura no fue colocada en su actual ubicación, sobre una columna de 8 metros.
A finales del siglo XVI en esta zona se habilitó un hospicio para los enfermos afectados por la epidemia de peste bubónica que afectó a la ciudad en 1582. En esta plaza se encontraba la casa en donde nació el corsario lagunero Amaro Pargo.
En 1992 se remodeló la plaza y se construyeron aparcamientos subterráneos bajo ella.